# بایفیلد (کلرادو)
بایفیلد (به انگلیسی: Bayfield) شهری در ایالت کلرادو کشور ایالات متحده آمریکا است که جمعیت آن در سرشماری سال ۲۰۱۰ میلادی، ۲٬۳۳۳ نفر بوده‌است.